# Agathocléa
Sauf précision contraire, les dates de cet article sont sous-entendues « avant l'ère commune » (AEC), c'est-à-dire « avant Jésus-Christ ».
Agathocléa (grec : Ἀγαθόκλεια ; née vers 247 av. J.-C. / milieu des années 230 av. J.-C., morte vers  203/202) est la maîtresse préférée du pharaon Ptolémée IV Philopator ; sœur de son ministre, Agathoclès et, par son père, est une parente éloignée de la dynastie ptolémaïque.

## Biographie
Agathocléa est une femme de la noblesse égyptienne. Elle est l'une des filles nées d'Ahmose et d'Oenanthe. Polybe affirme qu'Agathocléa avait des parents qui ont servi la dynastie ptolémaïque sous Ptolémée IV.
Agathocléa est peut-être propriétaire d'un bateau à grains. Avec son frère, ils exercent tous deux une influence presque illimitée sur le pharaon, présenté par leur mère ambitieuse. Polybe (15.31.13), indique qu'Agathocléa prétendait avoir été la nourrice du fils de Ptolémée IV. Bien que Ptolémée IV ait épousé sa sœur Arsinoé III, Agathocléa est restée sa favorite. À la fin des années 210 avant notre ère, elle a peut-être donné naissance à un fils issu de sa liaison avec Ptolémée IV, qui est peut-être mort peu après sa naissance, et il a également été suggéré que Ptolémée V était en fait né d'Agathocléa.
À la mort de Ptolémée IV en 205, Agathocléa et ses amis gardèrent l'événement secret, afin d'avoir l'occasion de piller le trésor royal. Ils forment également une conspiration avec Sosibios visant à placer Agathoclès sur le trône ou du moins à le faire régenter pour le nouveau roi, Ptolémée V Épiphane. Avec le soutien de Sosibios, ils assassinent Arsinoé III. Agathoclès joue alors le rôle de tuteur du jeune roi Ptolémée V.
En 203/202, les Égyptiens et les Grecs d'Alexandrie, exaspérés par les exactions d'Agathoclès, se soulèvent contre lui, et le gouverneur militaire Tlepolemus se place à leur tête. Ils encerclent le palais pendant la nuit et y pénètrent de force. Agathoclès et sa sœur implorent la pitié, mais en vain. Agathoclès est tué par ses amis, pour éviter un sort encore plus cruel. Agathocléa et Oenanthe, qui s'étaient réfugiées dans un temple, sont traînées dehors et exposées, nues, à la fureur de la foule, qui les déchire littéralement membre par membre. Tous leurs proches et ceux qui avaient eu une part quelconque dans le meurtre d'Arsinoé III sont également mis à mort,,,.